# 코나리
코나리(Conary)는 소프트웨어 전반 관리기 가운데 하나로 알패스(Rpath)에서 만들었다. 온라인 저장소를 비교 대상으로 하여 자동화된 의존 관계 분석을 통한 꾸러미 관리를 가능케 하며 꾸러미를 판올림할 때 변경이 필요한 특정 개별 파일의 교체만을 수행하고, 롤백 또한 지원한다. 현재 알패스 리눅스와 포어사이트 리눅스에서 코나리를 꾸러미 관리기로 쓰고 있다.
파이썬으로 만들어진 소프트웨어로 아파치 라이선스에 따라 배포된다.

## 참조
1. ↑  “Release 2.5.9”. 2016년 3월 3일. 2018년 7월 20일에 확인함.
2. 1 2  Relicense under Apache License version 2.0 보관됨 2014-02-02 - 웨이백 머신 from the GPLv3. The change in license was implemented on Sep 1 2013.